# Zamacra diaphanaria
Zamacra diaphanaria är en fjärilsart som beskrevs av Rudolf Püngeler 1903. Zamacra diaphanaria ingår i släktet Zamacra och familjen mätare. Inga underarter finns listade i Catalogue of Life.